# Toshiba Classic 1994
Toshiba Classic 1994 — жіночий тенісний турнір, що проходив на відкритих кортах з твердим покриттям у Сан-Дієго (США). Належав до турнірів 2-ї категорії в рамках Туру WTA 1994. Відбувсь ушістнадцяте і тривав з 1 серпня до 7 серпня 1994 року. Перша сіяна Штеффі Граф здобула титул в одиночному розряді, свій четвертий на цьому турнірі.

## Фінальна частина

### Одиночний розряд
Штеффі Граф —  Аранча Санчес Вікаріо, 6–2, 6–1
- Для Граф це був 7-й титул в одиночному розряді за сезон і 86-й — за кар'єру.

### Парний розряд
Яна Новотна /  Аранча Санчес Вікаріо —  Джинджер Гелгесон /  Рейчел Макквіллан, 6–3, 6–3